# Patrick Fernandes
Fábio Patrick dos Reis dos Santos (n. 13 decembrie 1993, Praia, Republica Capului Verde) este un fotbalist capverdian, care joacă pe post de atacant la Oțelul în SuperLiga României.